# Sciaena
Los corvallos o corvinas (Sciaena) son un género de peces de la familia de los esciénidos.

## Taxonomía
Hay seis especies reconocidas:
- Sciaena bathytatos
- Sciaena callaensis
- Sciaena deliciosa
- Sciaena fasciata
- Sciaena umbra - Corvallo negro, corvina negra
- Sciaena wieneri